# 飛騨市友雪館
飛騨市友雪館（ひだしゆうせつかん）は、岐阜県飛騨市河合町にある公共施設。

## 概要
飛騨市文化交流センター（古川町）と同じく飛騨市文化交流施設の一つである。2000年（平成12年）竣工。開館当時は吉城郡河合村の施設であり、2004年（平成16年）2月1日に河合村、古川町、宮川村、神岡町が合併し飛騨市が発足し、飛騨市の施設となる。
河合町の文化祭、地歌舞伎、イベント、地域コミュニティの場として使用される。

## 施設
- 2階
  - 大会議室
  - 中会議室
  - 小会議室
- 1階
  - アリーナ&ホール（可動椅子308席）
  - 展示ホール
  - 憩いの部屋
- 地下1階
  - 駐車場

## 利用案内
- 開館時間：9:00 - 22:00[2]
- 休館日：木曜日、祝日の翌日（祝日の翌日が木曜日に当たる場合は、その翌日）、年末年始（12月29日 - 1月3日）[2]

## 交通アクセス

### 公共交通機関
- 飛騨市営バス【O31】稲越線「脇谷」バス停下車、徒歩約5分